# Chiostro di Santa Maria a Caponapoli

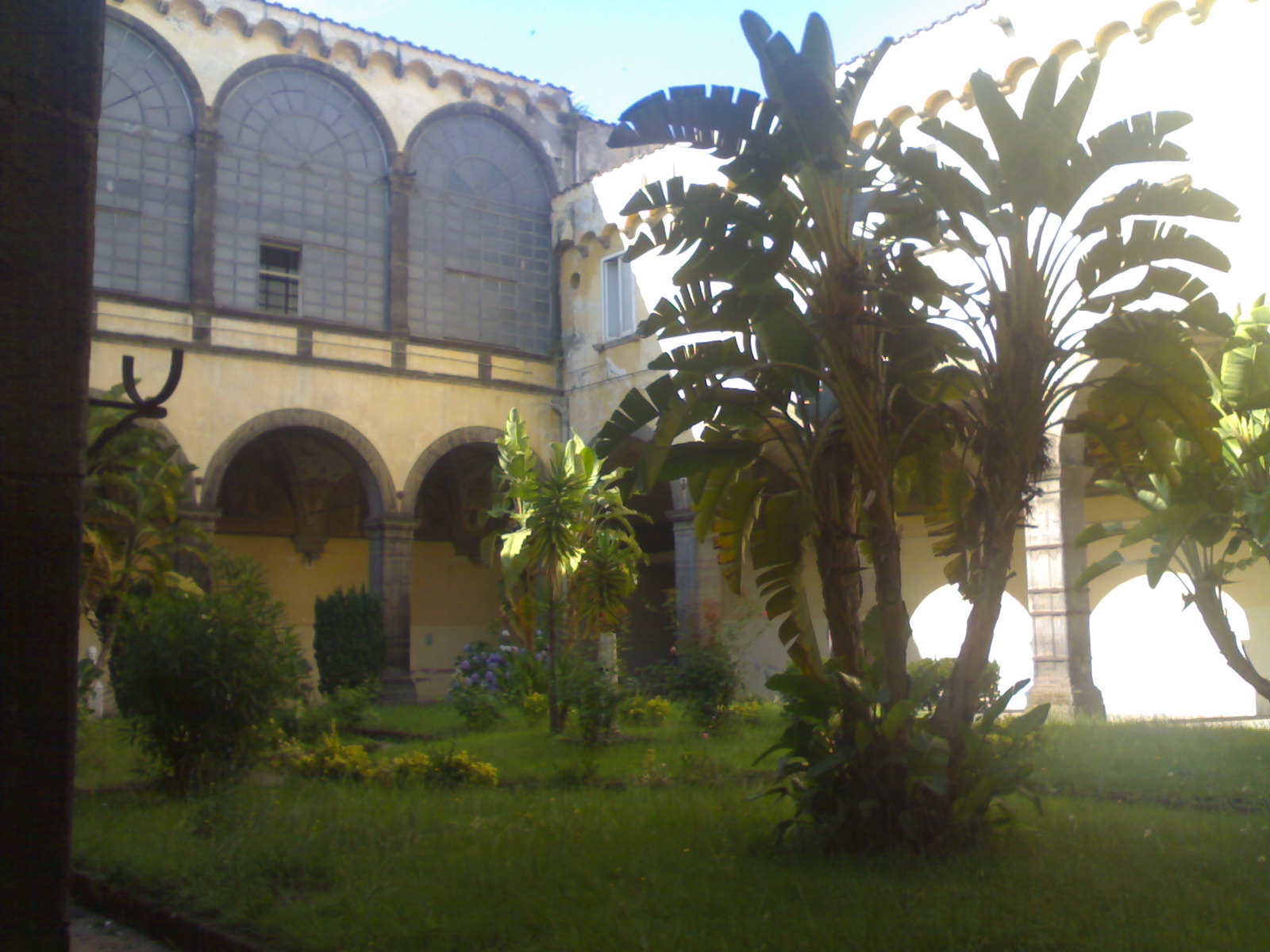
Chiostro

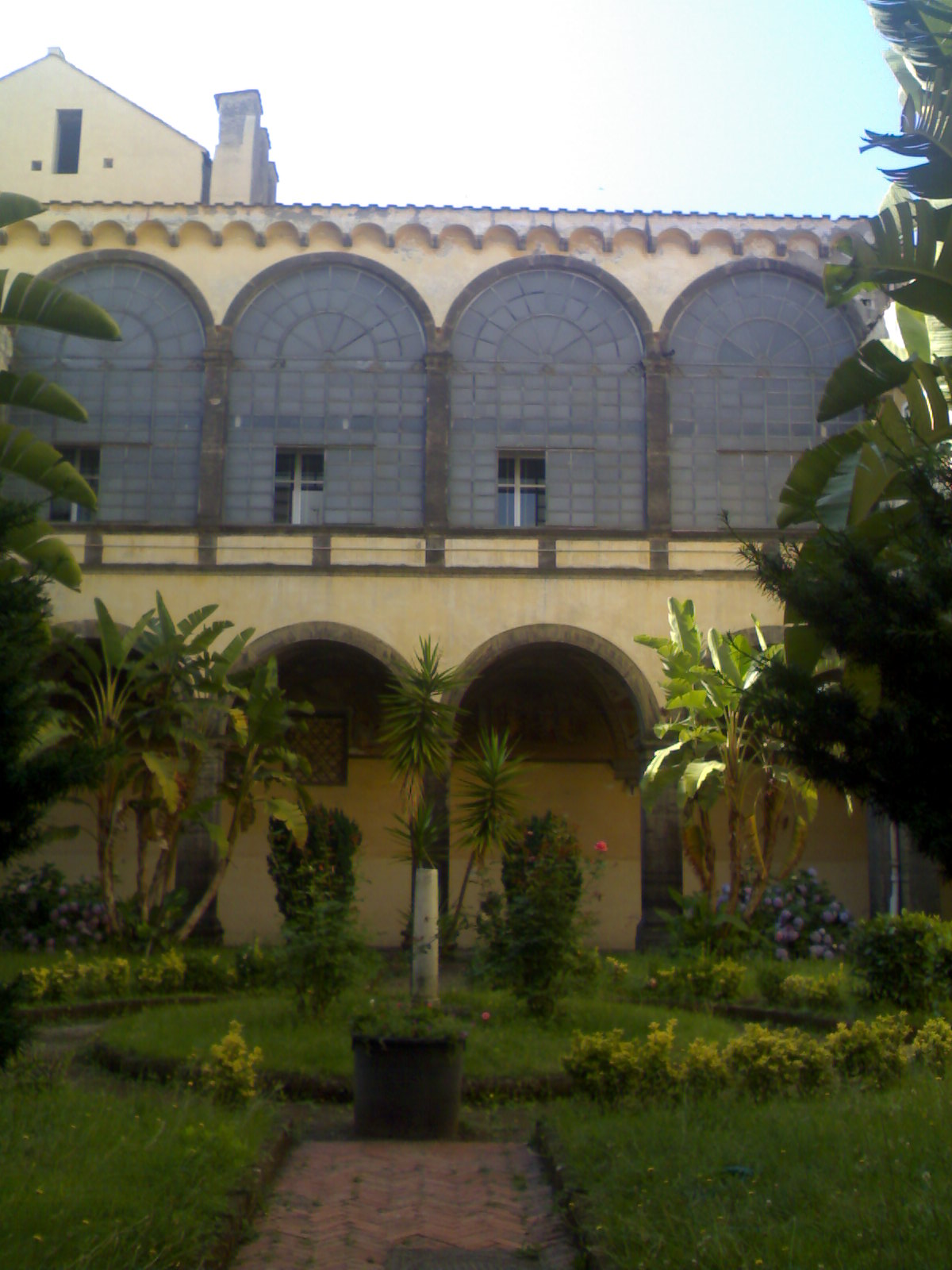
Altra visuale

Il Chiostro di Santa Maria a Caponapoli o anche il Chiostro della Maternità è un chiostro monumentale di Napoli adiacente alla chiesa di Santa Maria delle Grazie Maggiore a Caponapoli, nel largo omonimo. La sua seconda denominazione è determinata per l'iscrizione posta sul porticato d'ingresso a tutte le donne in attesa.
A pianta rettangolare è delimitato da sei arcate per quattro poggianti su pilastri di piperno. Le volte a crociera portano decorazioni floreali e motivi orientaleggianti, mentre gli affreschi delle lunette raffigurano alcuni episodi della vita di Sant'Onofrio. 
Nel chiostro erano solito riunirsi i membri dell'Accademia degli Oziosi, tra cui Giovanni Battista Marino, Giovanni Battista Della Porta e Ascanio Filomarino.
L'epoca di fondazione dell'edificio risale al XVI secolo, a opera degli Eremitani Girolamini, detti anche Pisani per la loro provenienza. L'Ordine rimase fino al 1799; con il decennio francese ebbe inizio la progressiva soppressione del monastero che nel 1809 venne inglobato dal Complesso degli Incurabili diventando parte di esso.

## Altre immagini

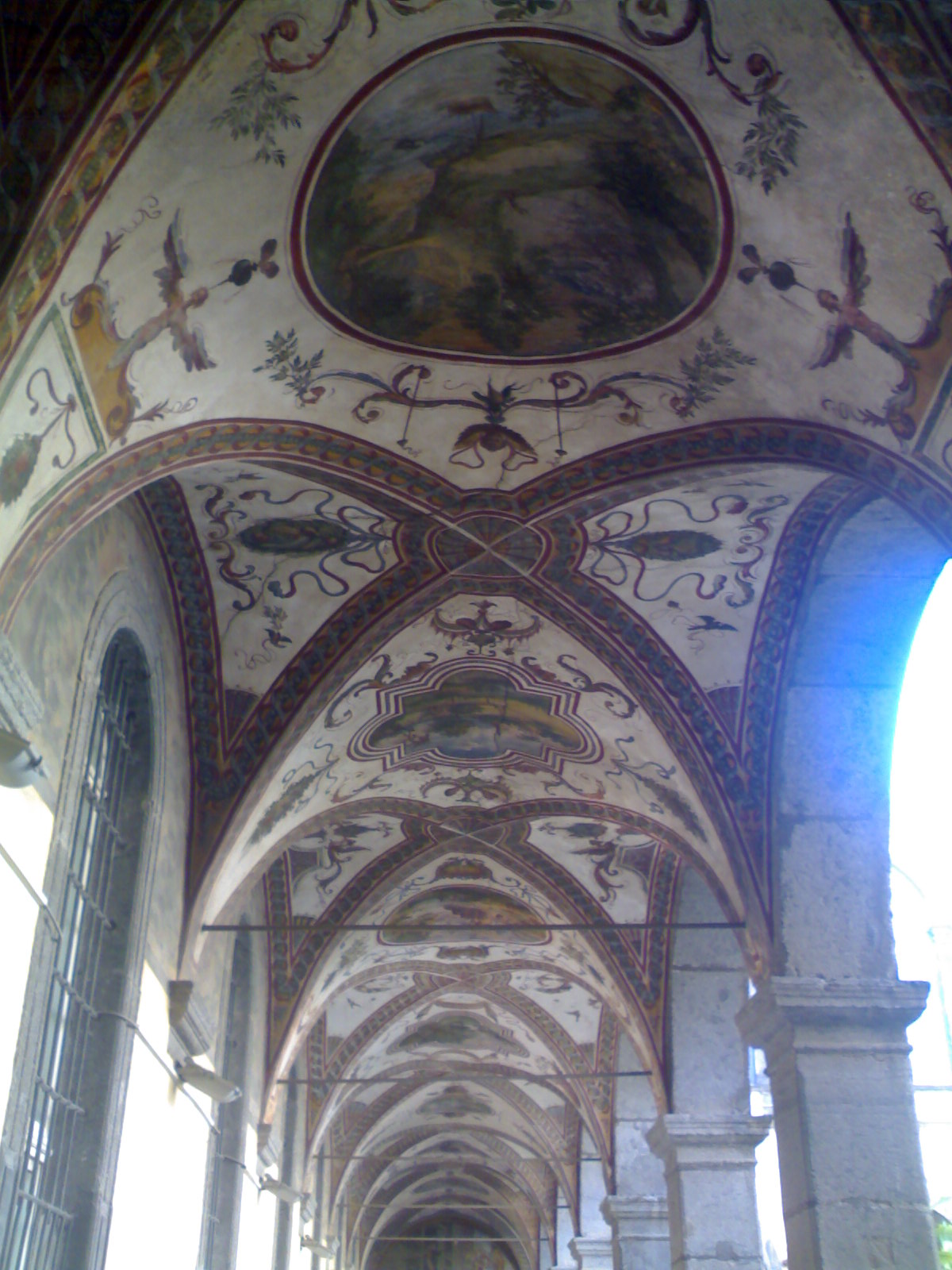
Arcate affrescate
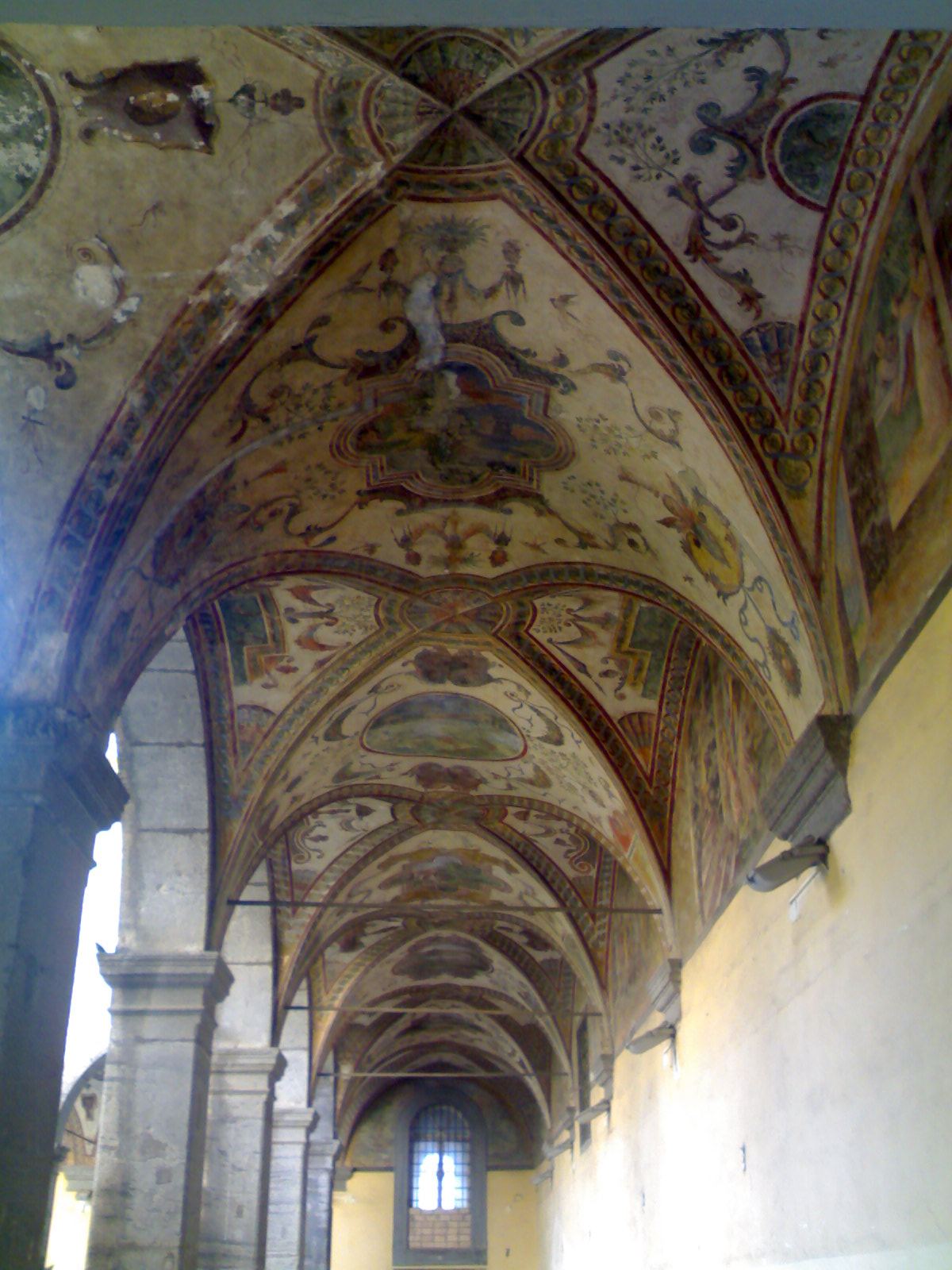
Ulteriori arcate affrescate